# Alpine (járműgyár)
A Alpine egy francia autógyártó vállalat, ami sport- és versenyautókra specializálódott. Székhelye Normandiaban, Dieppe-ben található. A társaságot Jean Redélé alapította 1955-ben és 1969 óta a Renault tulajdonában van.

## Modellek

### Jelenlegi modellek
- Alpine A110 (2017-)
- Alpine A290 (2024-)
- Alpine A390 (2025-)

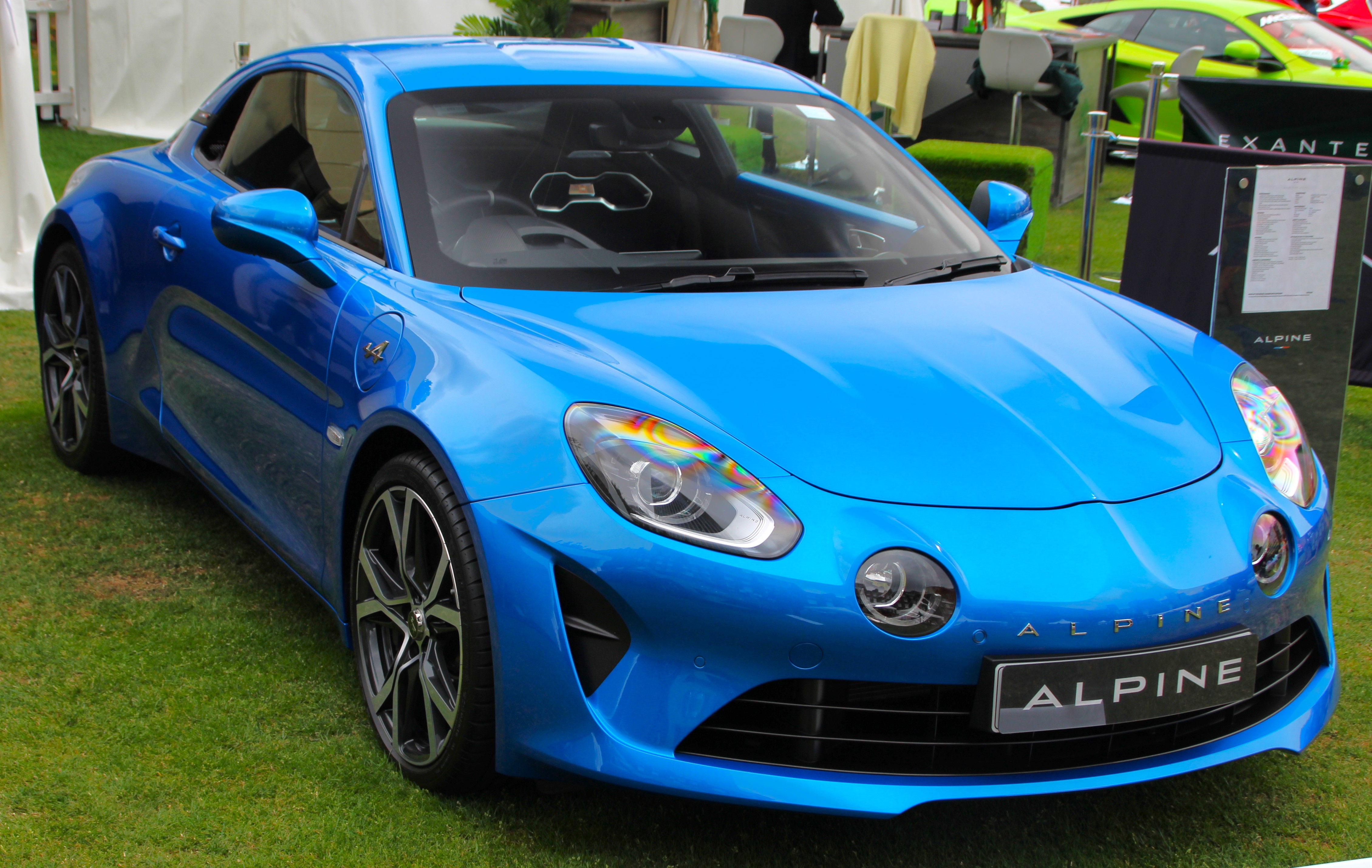
Alpine A110
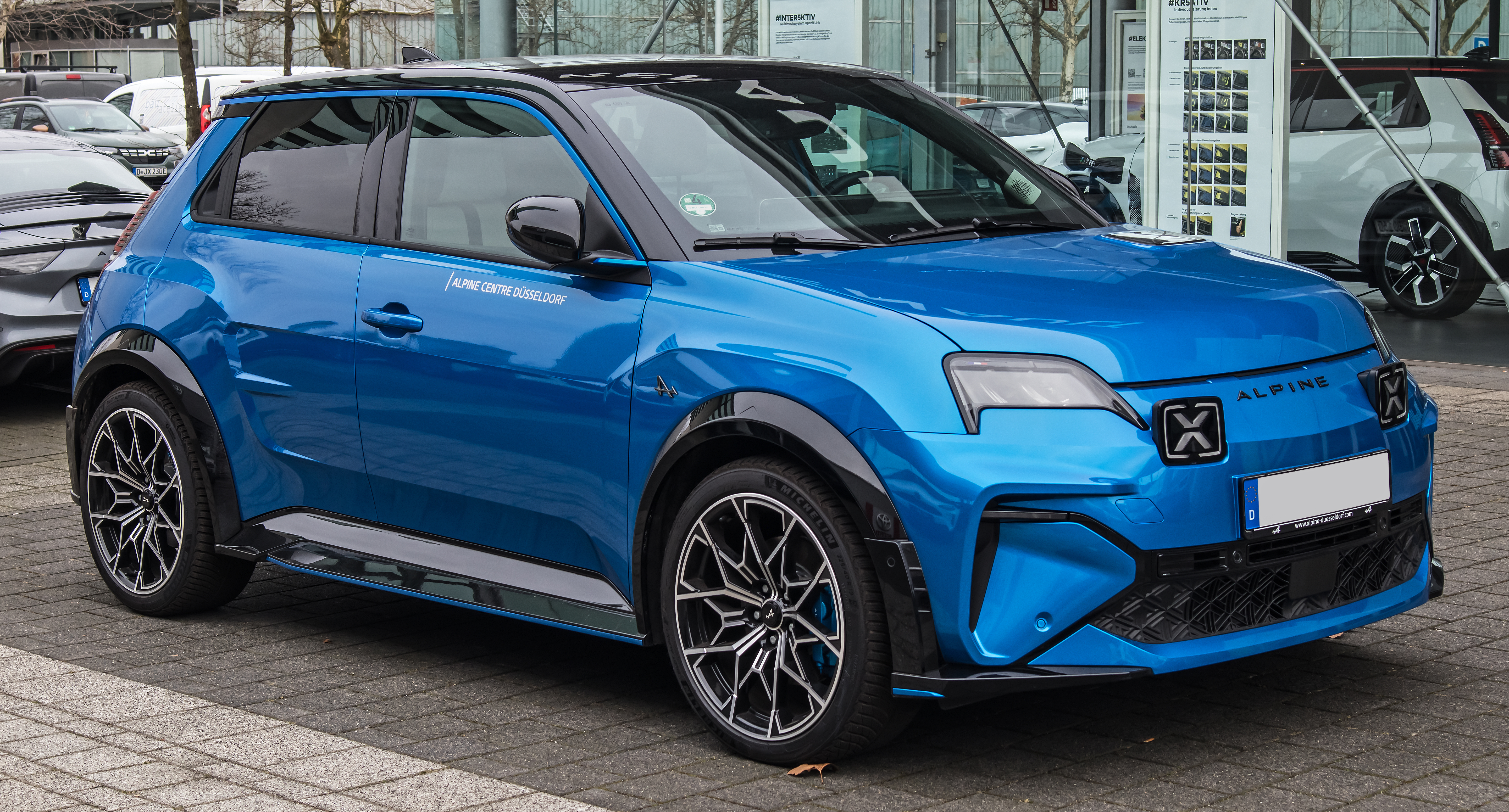
Alpine A290

### Korábbi modellek
- Alpine A106 (1955-1961)
- Alpine A108 (1958-1965)
- Alpine A110 (1962-1977)
- Alpine GT4 (1963-1969)
- Alpine A310 (1971-1984)
- Alpine GTA (1984-1991)
- Alpine A610 (1991-1995)

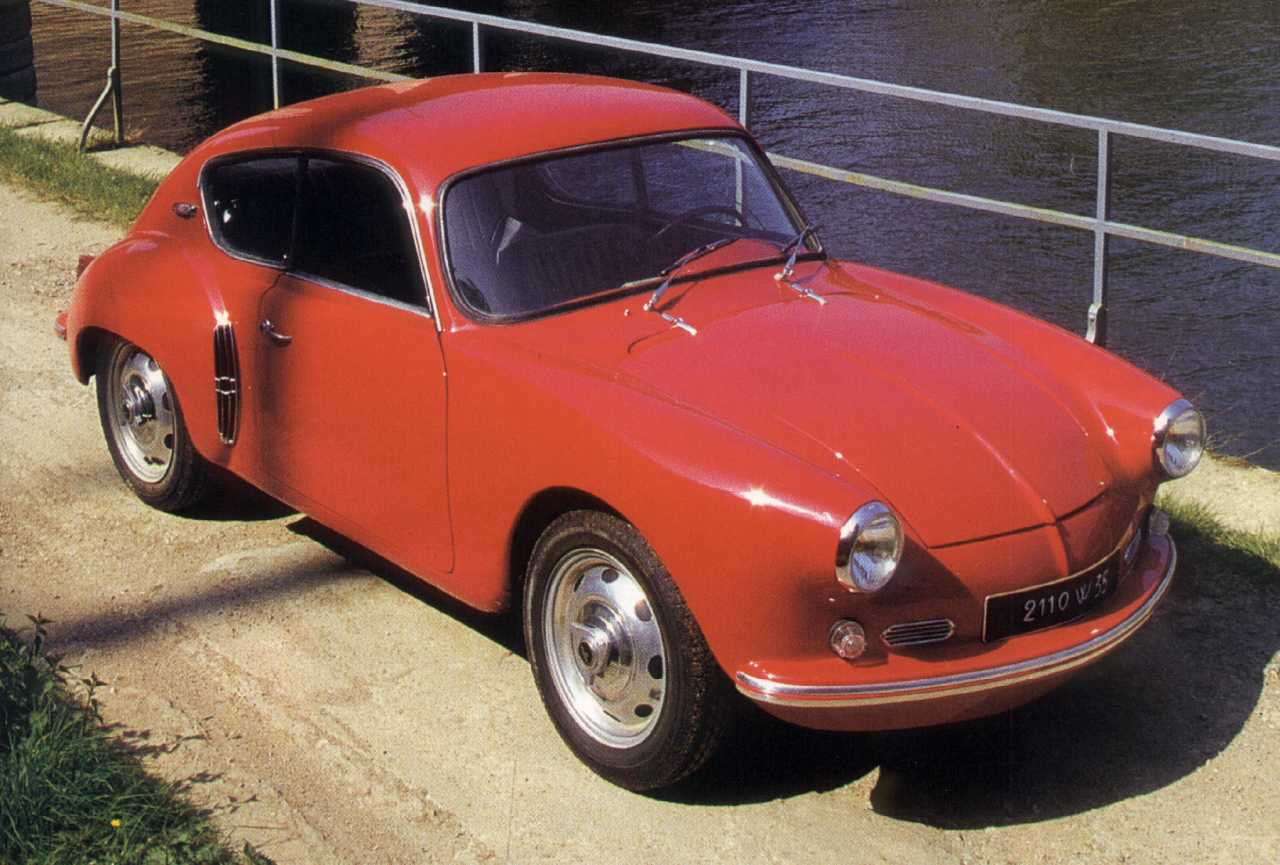
Alpine A106
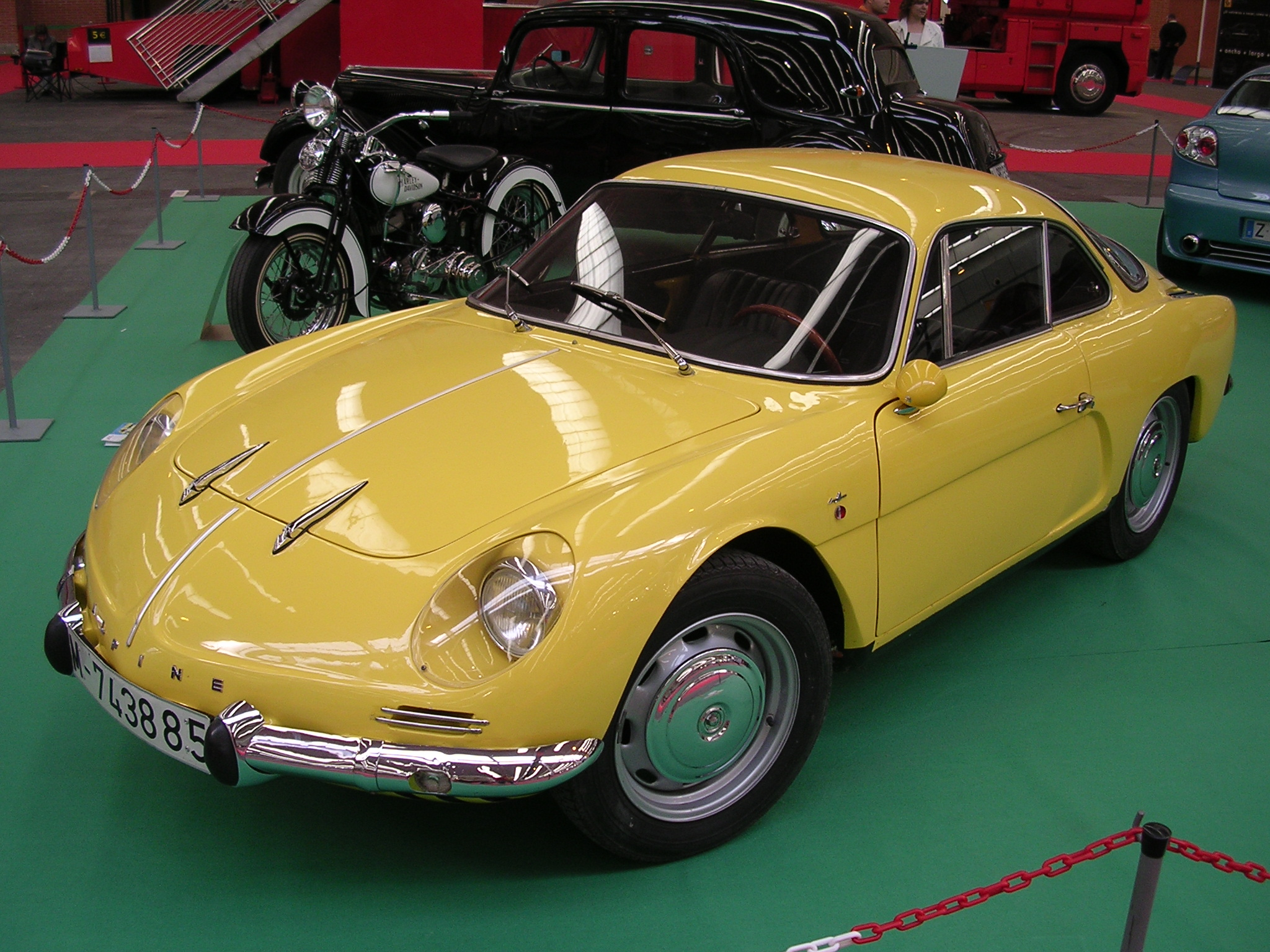
Alpine A108
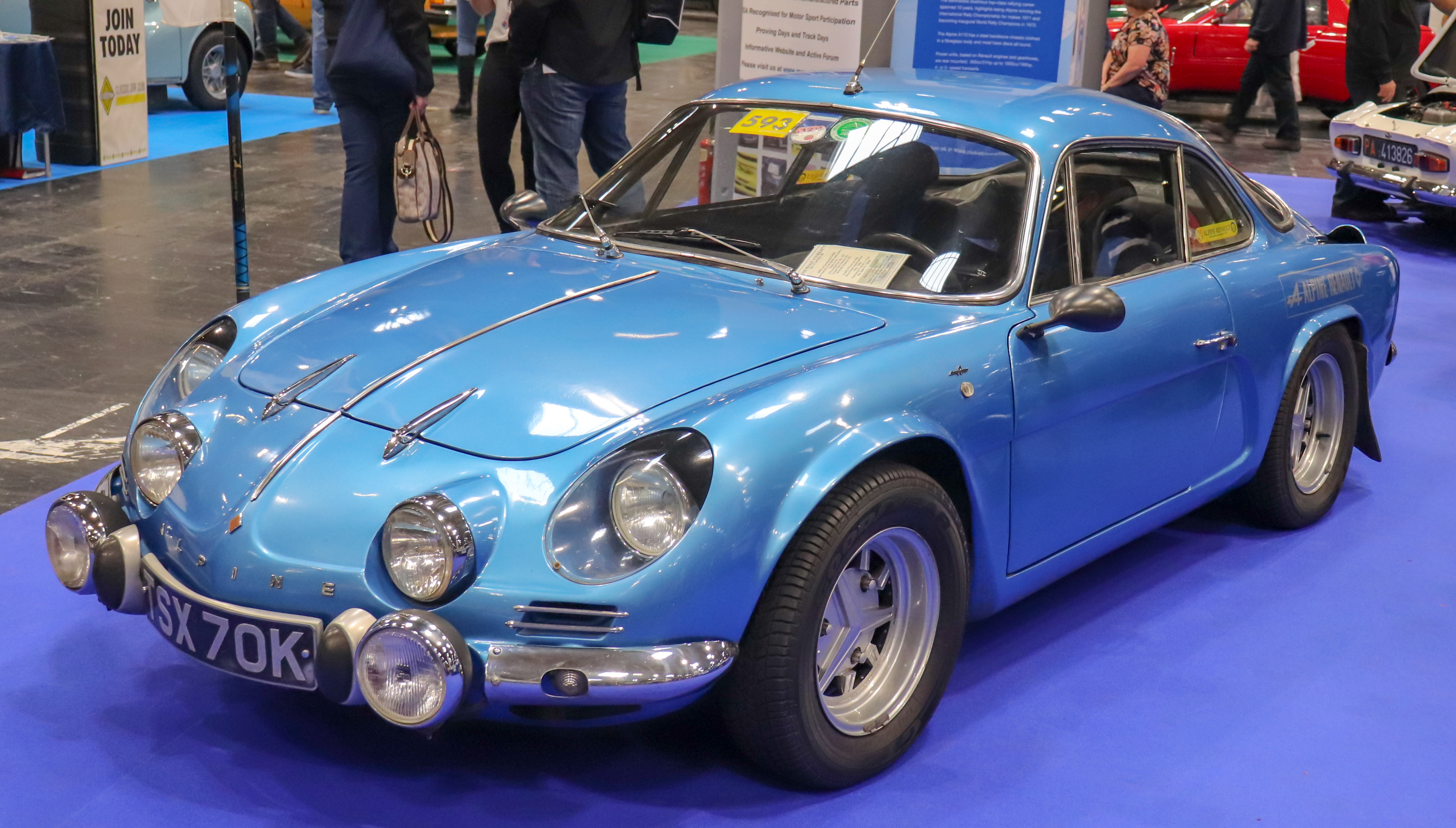
Alpine A110
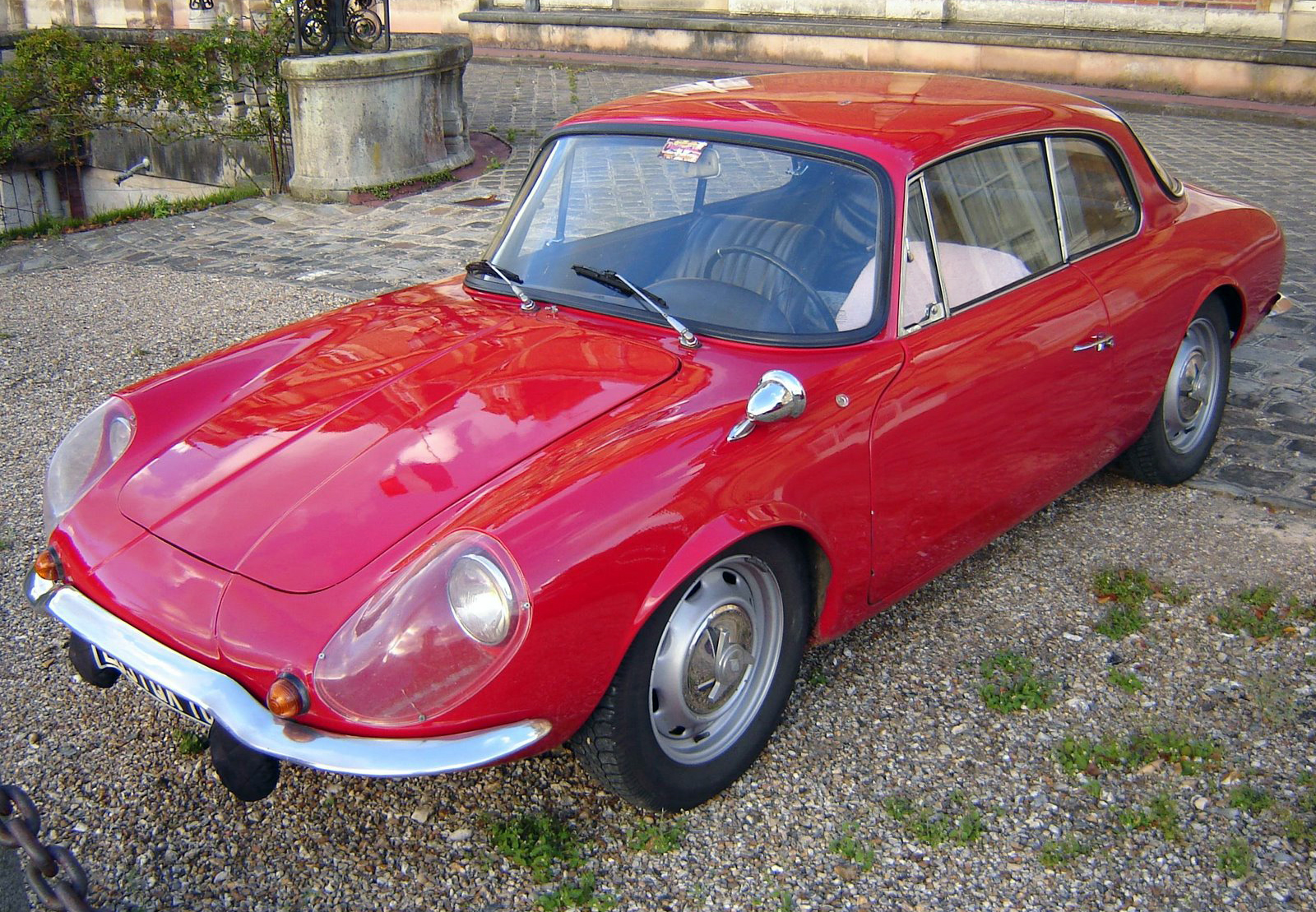
Alpine GT4
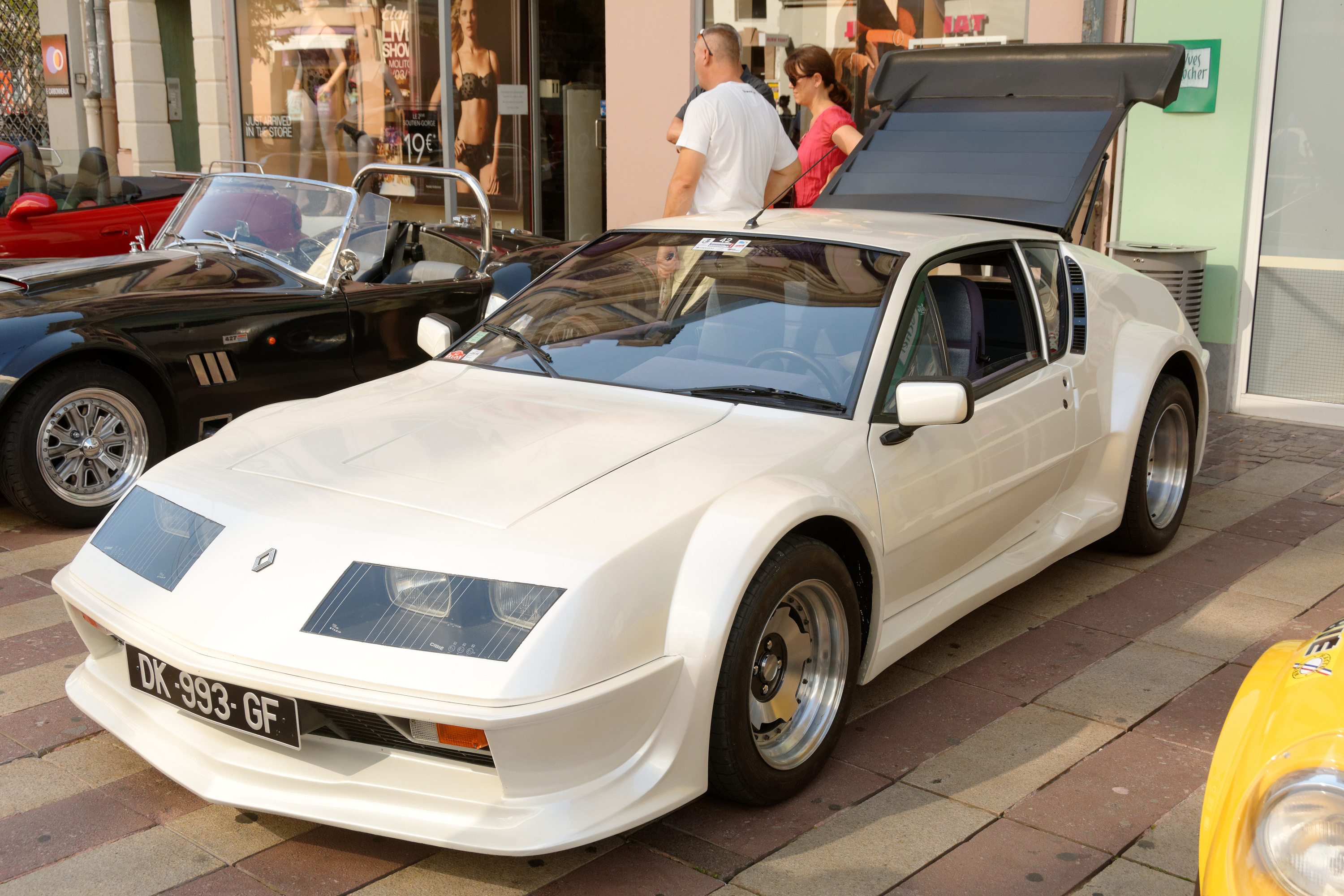
Alpine A310
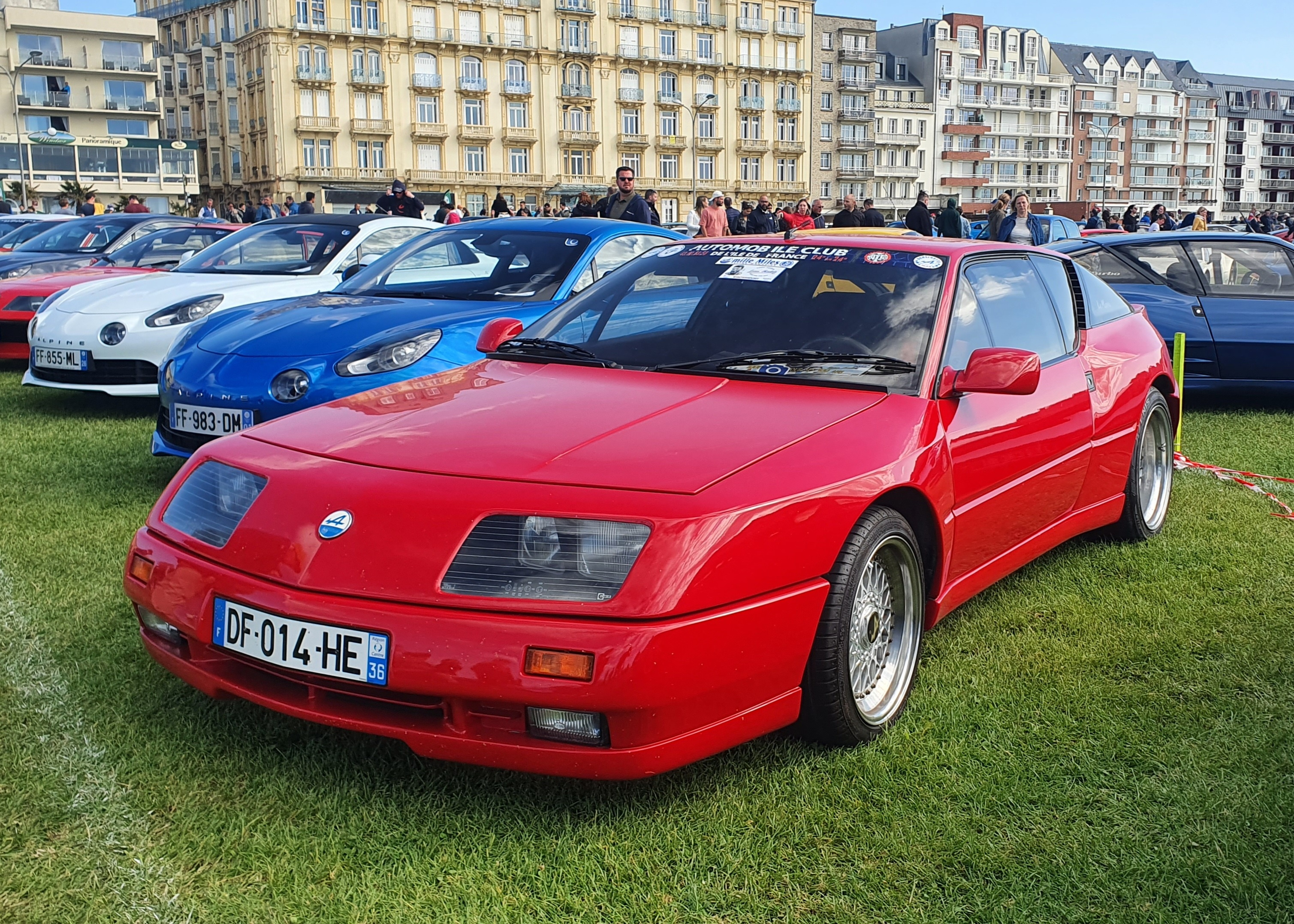
Alpine GTA
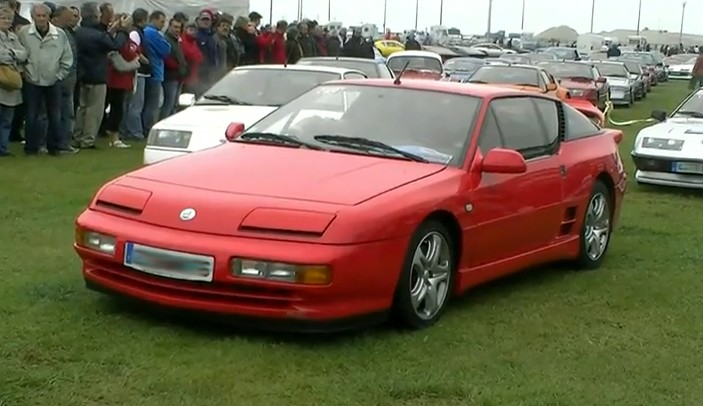
Alpine A610

### Konceptbiler
- Renault Alpine A110-50 (2012)
- Alpine Vision Gran Turismo (2015)
- Alpine Vision (2016)
- Alpine Alpenglow (2022)
- Alpine A290 β (2023)
- Alpine A390 β (2024)

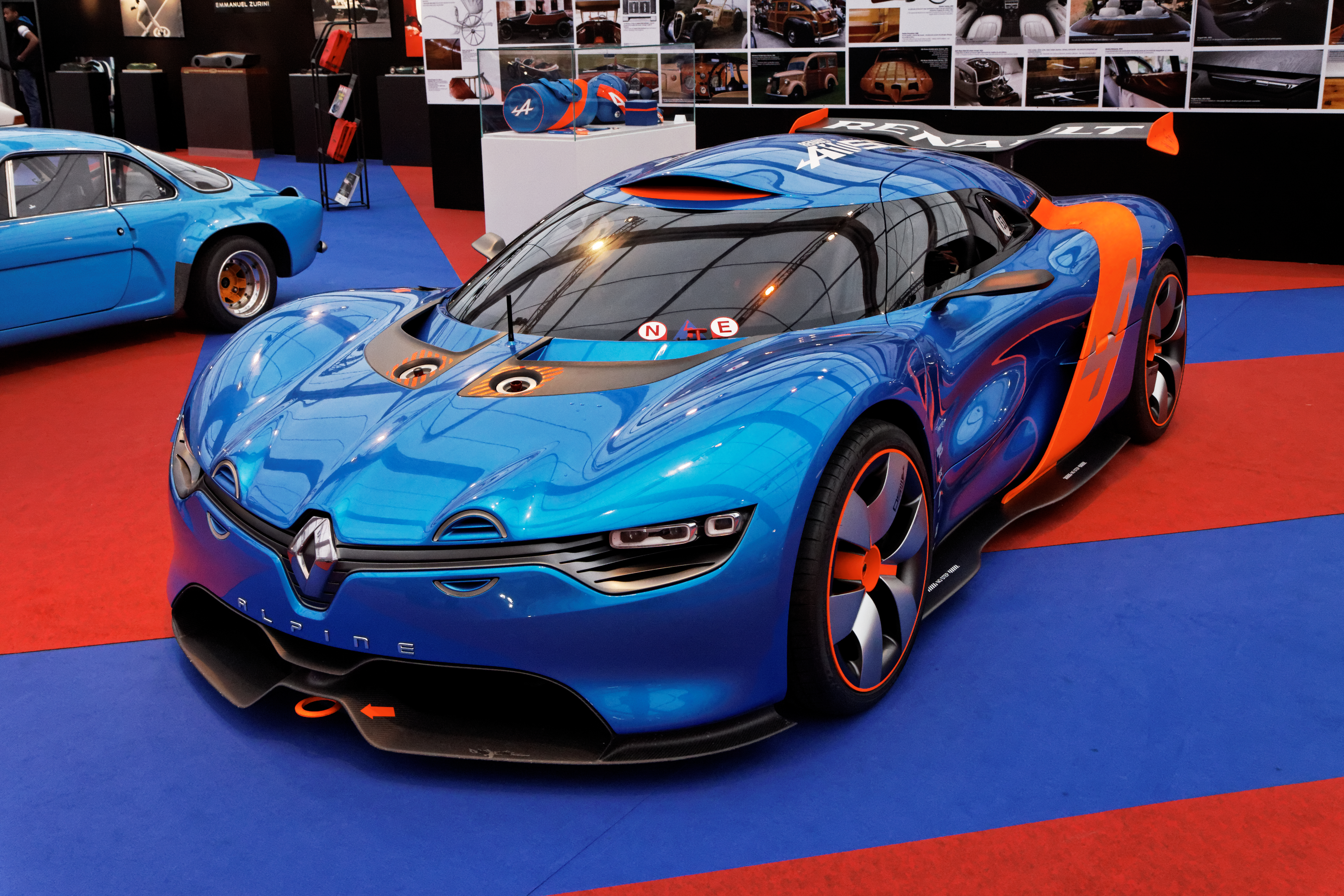
Renault Alpine A110-50
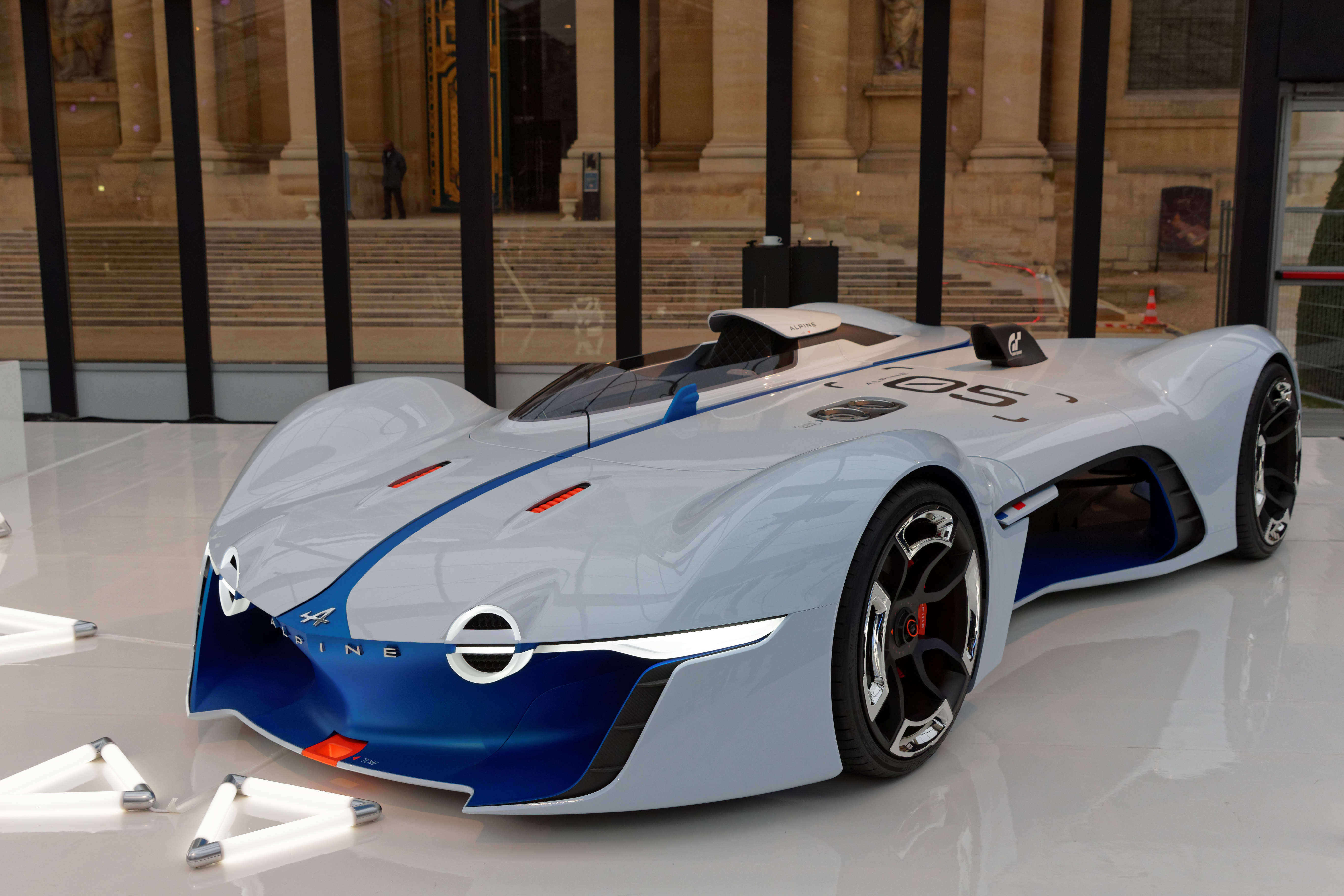
Alpine Vision Gran Turismo
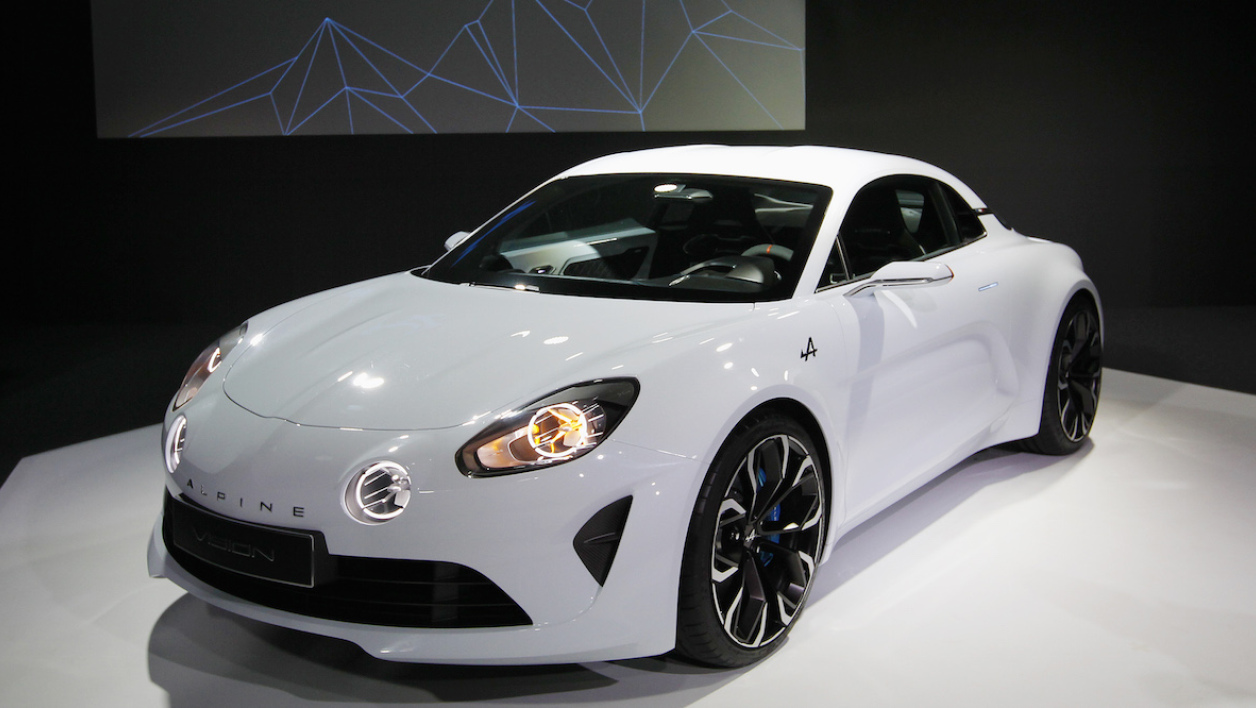
Alpine Vision
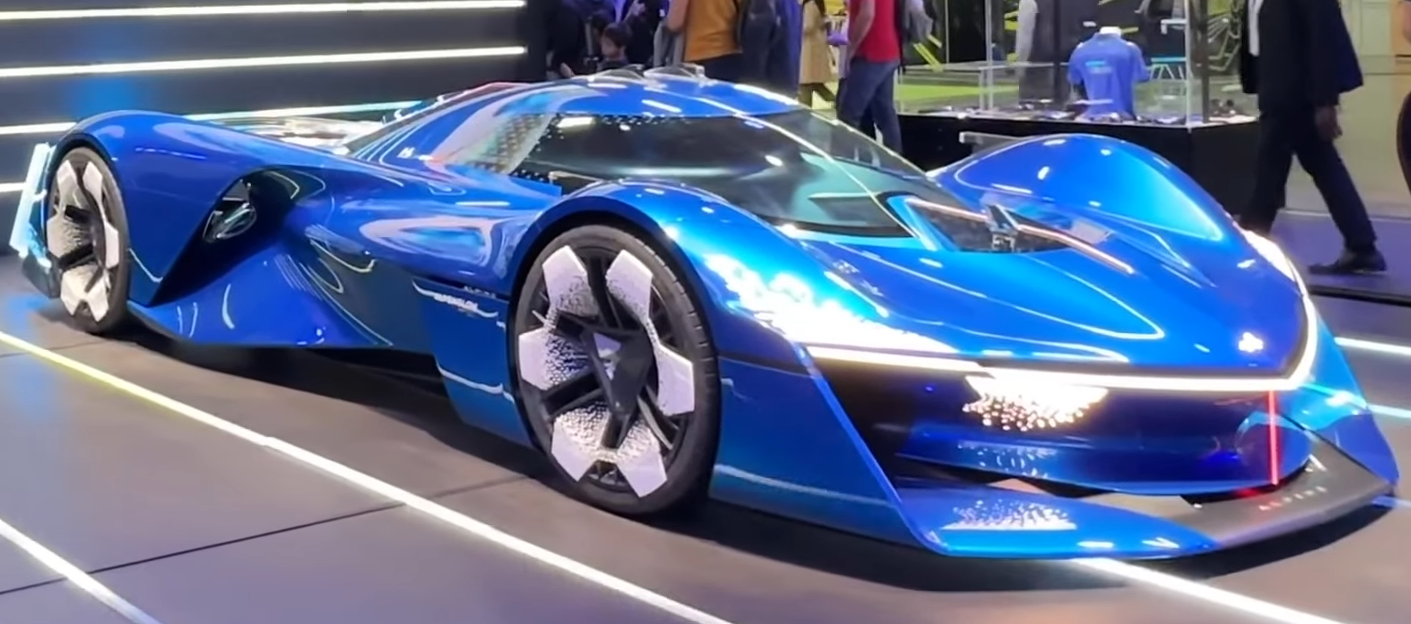
Alpine Alpenglow
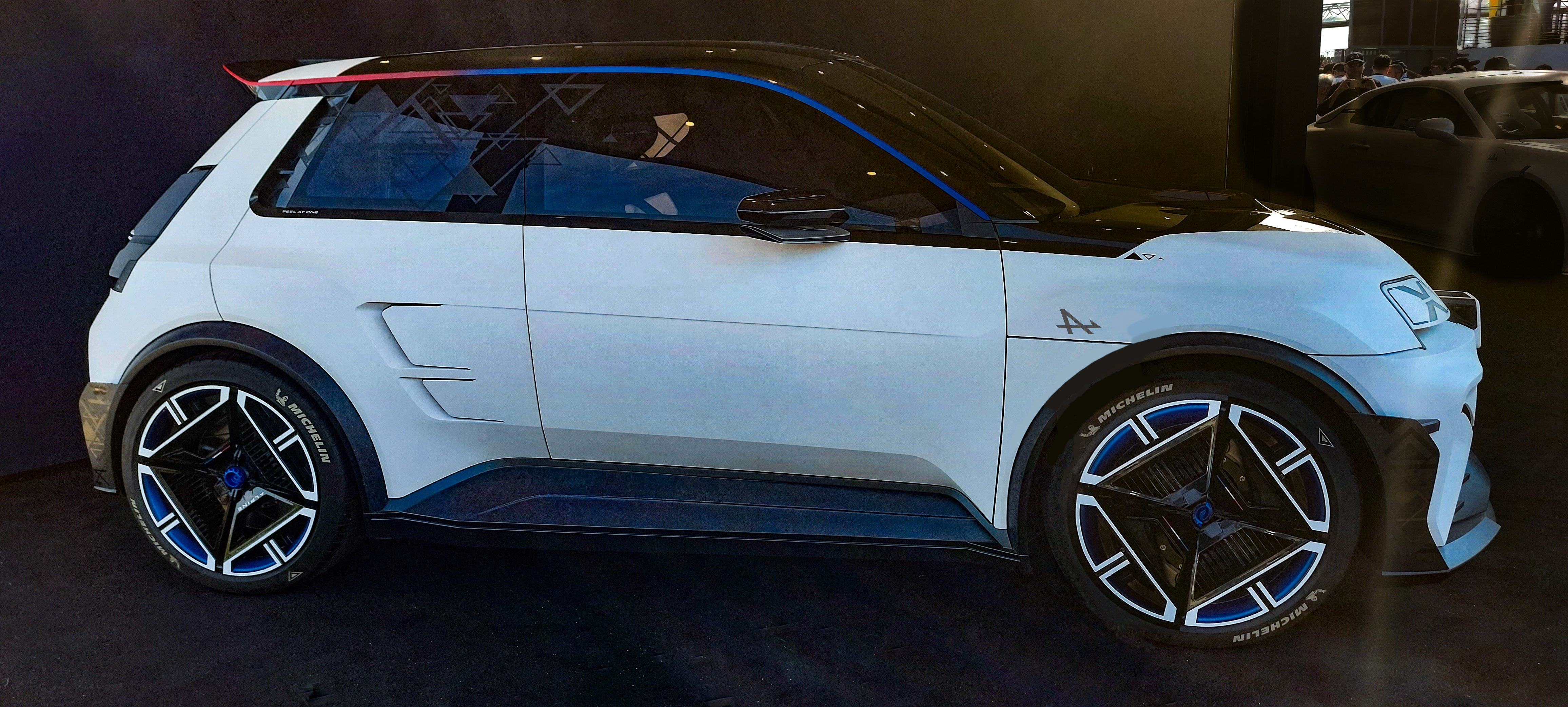
Alpine A290_β
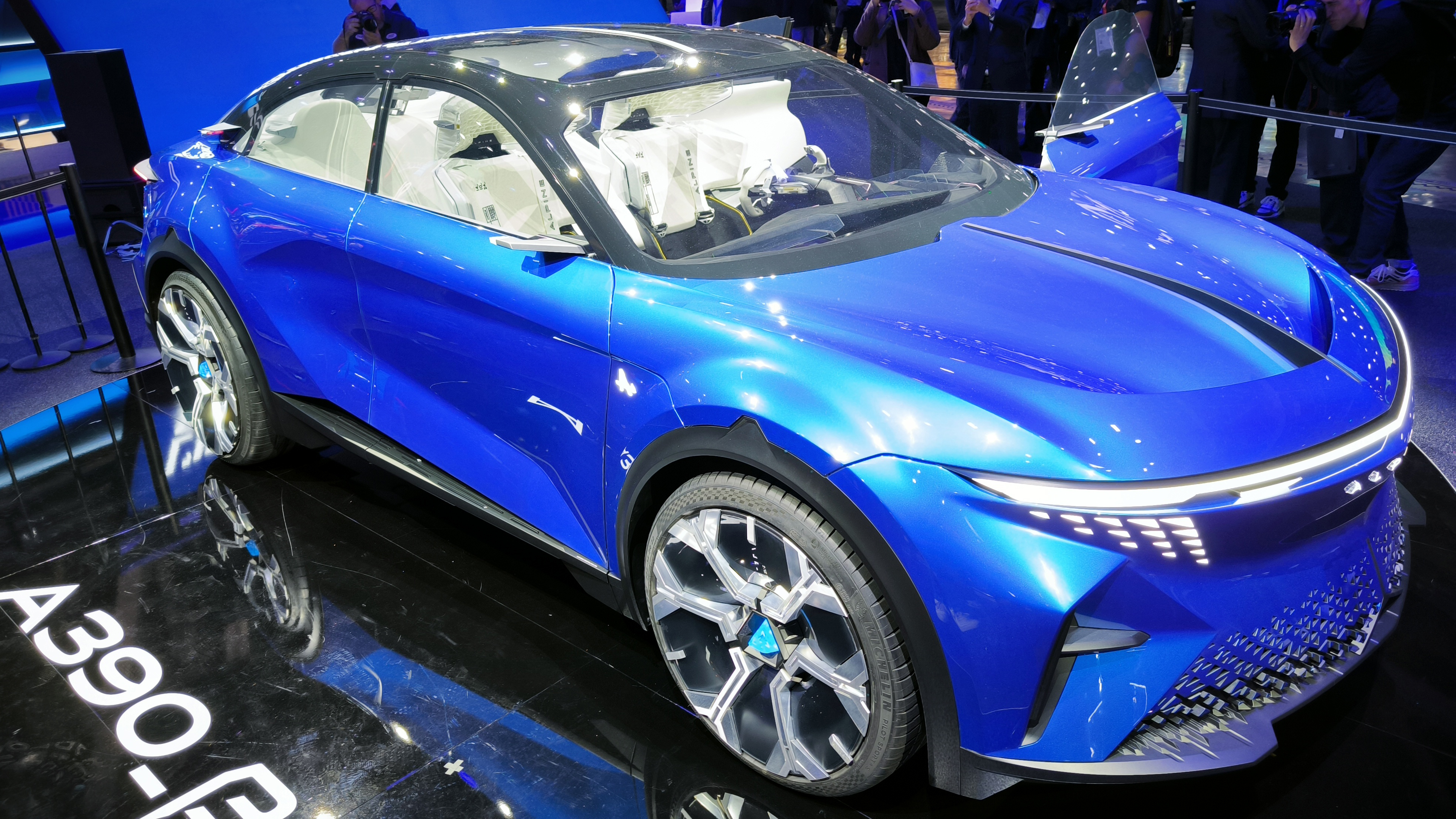
Alpine A390_β

## Díjak

### Az Év Autója díj
- 2025 – Alpine A290[2]